# Lwi Dwór

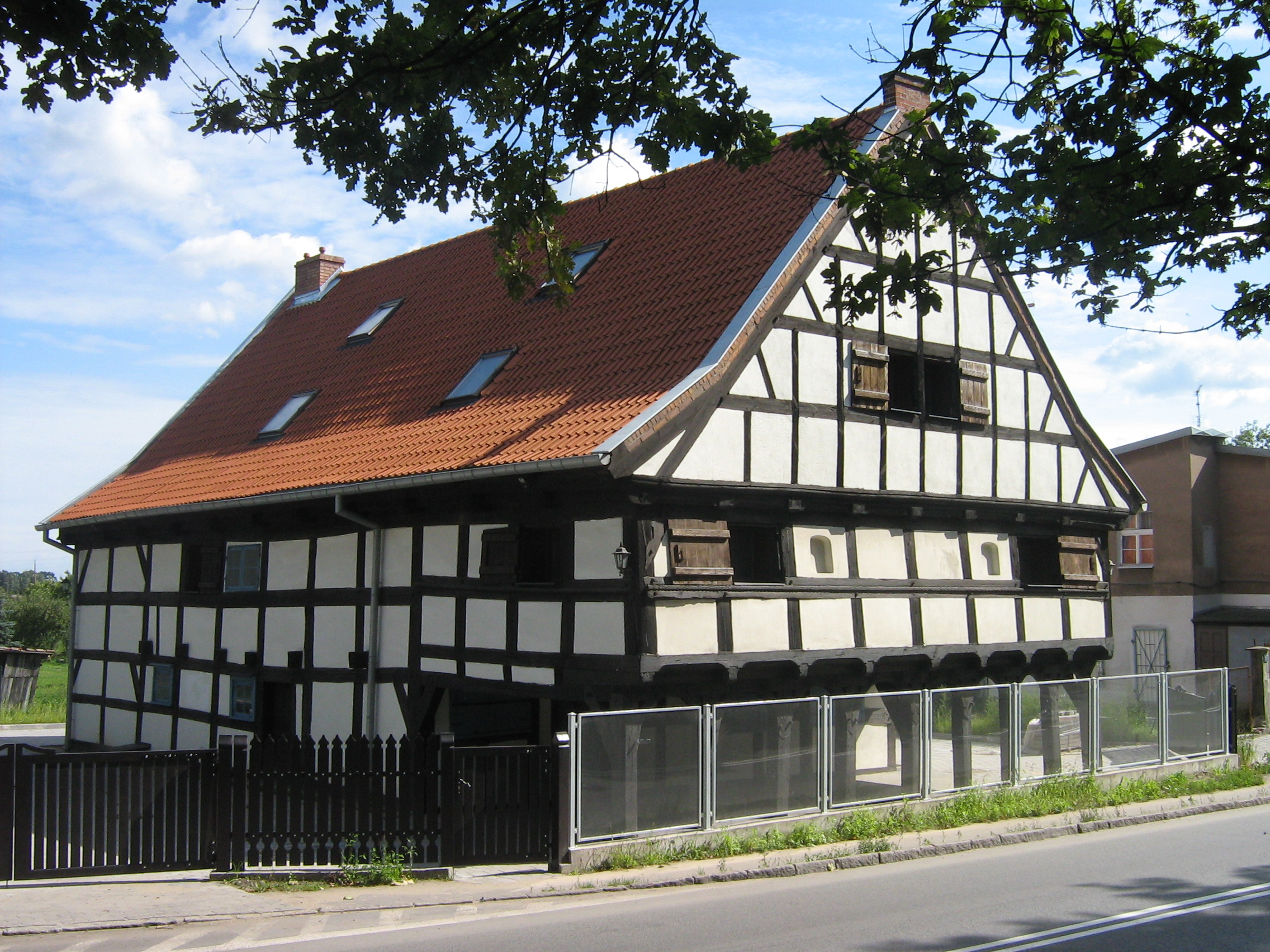
Lwi Dwór (linke Ansicht)

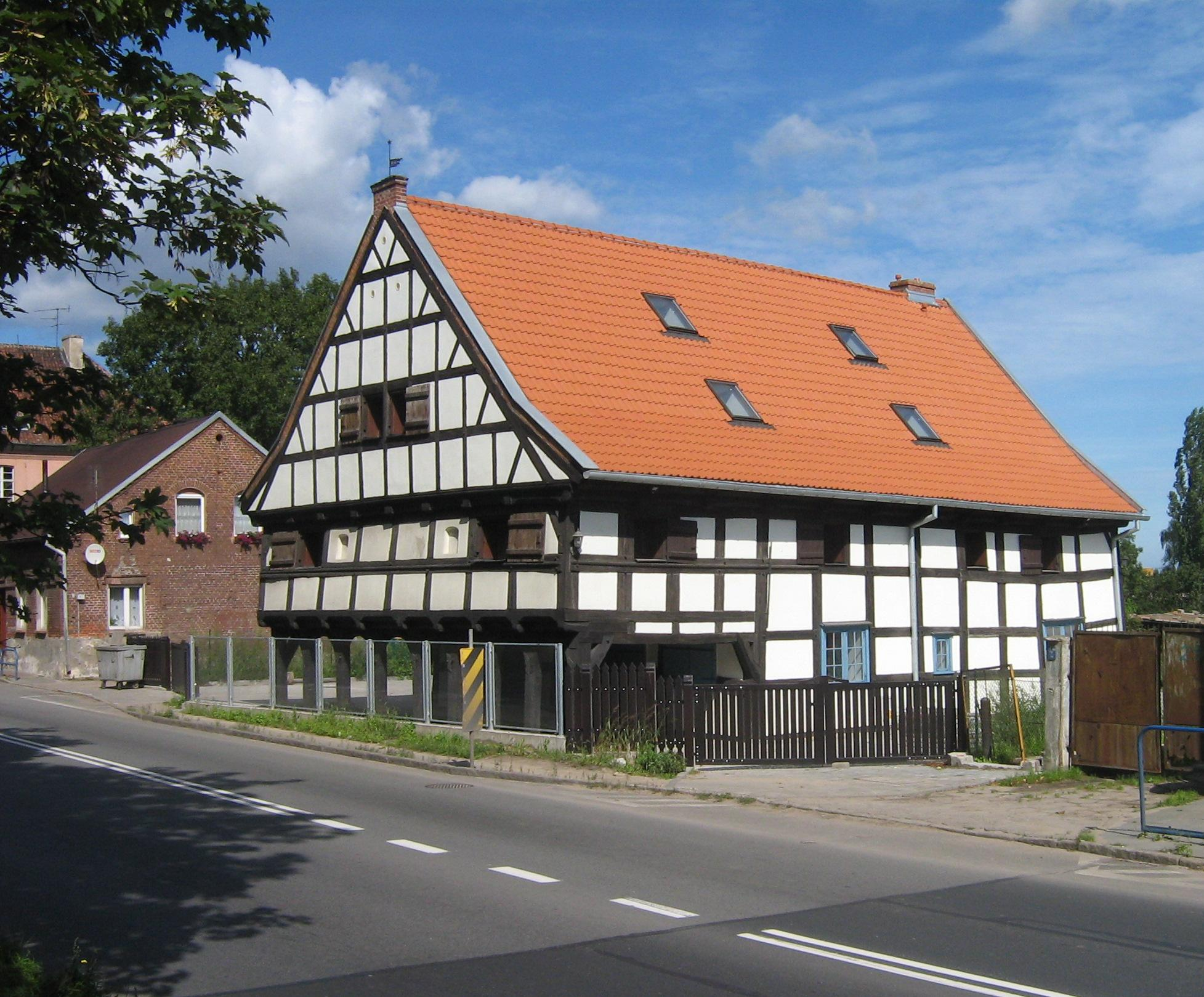
Lwi Dwór (rechts Ansicht)

Lwi Dwór (deutsch etwa „Löwenhof“) ist ein 400 Jahre altes zweigeschossiges Fachwerkgebäude mit einem Laubengang in dem Danziger Stadtteil Orunia (deutsch Ohra).
Das Gebäude ist ein typisches Beispiel der Baukunst der holländischen Siedler auf dem Gebiete des Danziger Werders (polnisch Żuławy Gdańskie). Im Gebäude befand sich früher eine Dorfschenke. Das Haus liegt am Trakt św. Wojciecha 297 in der Siedlung Lipce (deutsch Guteherberge). 
Die hölzerne Fachwerkkonstruktion samt Dachstuhl ist im ursprünglichen Zustand erhalten. Nur die alte Füllung der Fachwerkfelder aus Lehm mit Korbweidenruten wurde in den sechziger Jahren des zwanzigsten Jahrhunderts durch Backstein-Mauerwerk ersetzt.
Das Gebäude wurde in das Verzeichnis Danziger Baudenkmäler eingetragen.